# Campeonato Tocantinense 2003
In 2003 werd het elfde Campeonato Tocantinense gespeeld voor clubs uit de Braziliaanse staat Tocantins. De competitie werd georganiseerd door de FTF en werd gespeeld van 16 maart tot 22 juni. Palmas werd kampioen.

## Eerste toernooi

### Groep A
| Plaats | Club           | Wed. | W | G | V | Saldo | Ptn. |
| ------ | -------------- | ---- | - | - | - | ----- | ---- |
| 1.     | Tocantinópolis | 8    | 6 | 2 | 0 | 28:5  | 20   |
| 2.     | Miracema       | 8    | 4 | 2 | 2 | 16:10 | 14   |
| 3.     | Intercap       | 8    | 3 | 2 | 3 | 13:18 | 11   |
| 4.     | Araguaína      | 7    | 1 | 2 | 4 | 10:22 | 5    |
| 5.     | Colinas        | 7    | 0 | 2 | 5 | 9:21  | 2    |

|  | Gekwalificeerd voor tweede toernooi |

### Groep B
| Plaats | Club       | Wed. | W | G | V | Saldo | Ptn. |
| ------ | ---------- | ---- | - | - | - | ----- | ---- |
| 1.     | Palmas     | 8    | 5 | 3 | 0 | 19:5  | 18   |
| 2.     | Gurupi     | 8    | 3 | 4 | 1 | 13:10 | 13   |
| 3.     | Interporto | 8    | 2 | 4 | 2 | 13:11 | 10   |
| 4.     | Atlético   | 8    | 2 | 4 | 2 | 12:13 | 10   |
| 5.     | Alvorada   | 8    | 0 | 1 | 7 | 7:25  | 1    |

|  | Gekwalificeerd voor tweede toernooi |

## Tweede toernooi

### Play-off
De drie winnaars en de beste verliezer plaatsten zich voor de knockout-fase. In geval van gelijkspel kwalificeert de club zich met het beste resultaat in de competitie
| Team #1    | Tot.  | Team #2        | 1ste wed | 2de wed |
| ---------- | ----- | -------------- | -------- | ------- |
| Intercap   | 0 - 2 | Palmas         | 0 - 0    | 0 - 2   |
| Interporto | 3 - 8 | Tocantinópolis | 0 - 4    | 3 - 4   |
| Gurupi     | 4 - 5 | Miracema       | 2 - 0    | 2 - 5   |

### Knockout-fase
In geval van gelijkspel gaat de club met de beste notering in de competitie door.
|  | Halve finale   | Halve finale | Halve finale |   |        | Finale | Finale | Finale |
|  |                |              |              |   |        |        |        |        |
|  | Miracema       | 1            | 1            |   |        |        |        |        |
|  | Palmas         | 2            | 5            |   |        |        |        |        |
|  | Palmas         | 2            | 5            |   | Palmas | 2      | 3      |        |
|  |                |              |              |   | Palmas | 2      | 3      |        |
|  |                | Gurupi       | 1            | 1 |        |        |        |        |
|  | Gurupi         | Gurupi       | 1            | 1 | 2      | 0 (1)  |        |        |
|  | Gurupi         |              |              |   | 2      | 0 (1)  |        |        |
|  | Tocantinópolis | 1            | 1 (3)        |   |        |        |        |        |

### Kampioen
| Campeonato Tocantinense de 2003 |
| Tocantins                       |
| ------------------------------- |
| PALMAS Kampioen (3° titel)      |